# Александрас Стульгінскіс
Александрас Стульгінскіс, або Александрас Стульґінскіс (лит. Aleksandras Stulginskis; 26 лютого 1885, Куталяй, Россіенський повіт, Шілальський район, Російська імперія (нині Шілальський район, Литва) — 22 вересня 1969, Каунас) — литовський державний діяч, другий Президент Литовської Республіки у червні-грудні 1920 (виконував обов'язки) і 21 грудня 1922 — 7 червня 1926.

## Ранні роки
Був 12-ю дитиною в родині. Навчався в народній школі в містечку Калтіненай. У 1904 закінчив 4 класи гімназії в Лібаві (нині Лієпая), в 1908 — семінарію в Каунасі. Протягом року удосконалювався на факультеті філософії та теології в університеті Інсбрука (Австрія). Відмовився стати ксьондзом. Закінчивши інститут сільського господарства університету в Галле (Німеччина) в 1913, повернувся в Литву та служив агрономом у Троцькому повіті.
Під час Першої світової війни у Вільнюсі був одним з керівників Товариства допомоги литовцям, постраждалим від війни. Викладав природні науки в Литовській гімназії, керував Литовськими педагогічними курсами.
У 1919 — один із засновників Господарського банку (лит. Ūkio bankas).

## Державна діяльність
Один із засновників Партії християнських демократів, голова її Центрального комітету; фактичний засновник та перший голова Спілки сільських господарів Литви.
Брав участь в Литовській конференції 18-22 вересня 1917 у Вільнюсі. Обраний до Литовської Таріби — Раду Литви; пізніше перетворену в Державну Раду). Підписав, разом з іншими членами Таріби, Акт про незалежність Литви 16 лютого 1918. Керував комісією повернення полонених і засланців Державної Ради.
У кабінеті міністрів Міколаса Сляжявічуса (26 грудня 1918 — 12 березня 1919) був міністром без портфеля. В уряді Пранаса Довідайтіса (12 березня 1919 — 12 квітня 1919) — заступник прем'єр-міністра та міністр внутрішніх справ, харчування та громадських робіт. В уряді Міколаса Сляжявічюса 12 квітня 1919 — 6 жовтня 1919 — міністр сільського господарства та державного майна.
Член Установчого сейму (1920-1922), його голова та виконувач обов'язків президента. I Сейм (1922) обрав його президентом Литовської Республіки, II Сейм переобрав президентом (з червня 1923 по червень 1926).

## Військовий переворот у Литві
Голова III Сейму (грудень 1926 — квітень 1927), розпущеного президентом Антанасом Смятоною, формально виконував обов'язки президента протягом кількох годин 17 грудня 1926 між відставкою попереднього голови Сейму Йонаса Стаугайтіса та вступом на посаду Смятони.

## Пізні роки
З 1927 відсторонився від політичного життя. Займався своїм господарством у Кретінзькій волості. Був членом рад кооперативів «Летукіс», «Лінас».
13 червня 1941 року був заарештований радянською владою та засланий до Сибіру (станція Решоти Красноярського краю).
1952 засуджений до 25 років ув'язнення, два роки потому звільнений. Працював у Комі АРСР комірником, комендантом ліспромгоспу, пізніше агрономом у радгоспі.
У 1956 повернувся в Литву. Працював старшим науковим співробітником на садівничо-овочівницькій випробувальній станції (1957-1959).
Похований у Каунасі.

## Пам'ять
- Пам'ятник встановлено в сквері біля будівлі історичної президентури Литви в Каунасі (поруч із пам'ятниками Антанасу Смятоні та Казісу Грінюсу);
- Ім'я присвоєно університетові Александраса Стульгінскіса (колишня Литовська сільськогосподарська академія).